# إبراهيم الجبين
إبراهيم الجبين روائي وصحافي وشاعر سوري يقيم في ألمانيا، ويعمل محرّراً في صحيفة "العرب" اللندنية. صدر له في الرواية ”عين الشرق“، و”يوميات يهودي من دمشق“، وترجمت أعماله إلى اللغة الألمانية، وله في الشعر ”تنفّسْ هواءَها عنّي“ و“البراري“. وفي الدراسات والأبحاث ”الطريق إلى الجمهورية“، ”لغة محمّد“. كما كتب العديد من الأفلام الوثائقية، وأعدّ وقدّم البرامج التلفزيونية الحوارية على شاشة الفضائية الرسمية السورية وعلى قنوات تلفزيونية عربية مختلفة، ومنها برامجه "علامة فارقة"، "الطريق إلى دمشق“، ”شارع الثقافة“ و"أهل الرأي".
فاز إبراهيم الجبين بجائزة ابن بطوطة لأدب الرحلة عن مخطوطة كتاب «الرحلة الأوروبية - من دمشق إلى روما، باريس، ميونيخ، فيينا، بلغراد، بودابست، صوفيا، استانبول» 1911-1912 للسوري فخري البارودي «ذلك الكتاب الذي يقول عنه صاحبه:» الرحلة الأوروبية“ كتاب تم بناؤه وتوثيق مراحله من خلال أوراق الباردوي وكتبه والعديد من المصادر التي تناولت كل ما يتصل بشخصيته.
وقد بدأت تلك الرحلة حين قرّر البارودي الشاب مواصلة دراسته في فرنسا، فانطلق في مسار يبدأ من دمشق ويمر بفلسطين ومصر ثم إيطاليا ومن ثم فرنسا، ليقيم زمناً هناك ويرصد مشاهداته ويدون عليها ملاحظاته. في وقت مبكر، حين كانت البلاد العربية لا تزال تحت ظل السلطنة العثمانية. وفي مسار عودته سيمر البارودي أيضاً بالعديد من البلدان ويلتقي الشخصيات التي ستكون لها أدوار مؤثرة لاحقاً سواء في المشرق العربي أو في أوروبا ذاتها.

## مؤلفاته

### كتب
- لغة محمد[2]

- أجراس الوباء[3]
- عين الشرق[4]
- يوميات يهودي من دمشق[5]

### شعر
- براري ـ مجموعة شعرية ـ دار المستقبل 1994 يعبر اليم ـ مجموعة شعرية ـ دار الطليعة ـ 2003.[6]

## الجوائز
- جائزة ابن بطوطة لأدب الرحلة عن مخطوطة كتاب «الرحلة الأوروبية»[1]